# Shafiq Syed
Shafiq Syed, né en 1976, est un acteur indien. Il a joué le rôle principal de Chaipau, en tant qu'enfant star, dans le film de Mira Nair Salaam Bombay ! en 1988.
Cet ancien enfant des rues a connu une enfance malheureuse et sans parents. Retombé dans l'oubli après ses deux rôles à succès au cinéma, alors qu'il était âgé de douze ans, puis de dix-sept ans (ou dix-huit ans), il gagne sa vie en conduisant un rickshaw dans la ville de Bangalore. 
Plusieurs années plus tard, en 2009, il est reconnu et interviewé par The Times of India, après la sortie du film Slumdog Millionnaire, production connue pour y avoir fait joué de nombreux enfants, acteurs et figurants. 
Dès 2012, il travaille comme assistant dans des sociétés de production réalisant des feuilletons télévisés en kannada.

## Filmographie
- 1988 : Salaam Bombay ! de Mira Nair : Krishna / Chaipau
- 1994 : Patang de Goutam Ghose : Somra